# Gasconade (Missouri)
Pour les articles homonymes, voir Gasconade.
La ville américaine de Gasconade est située dans le comté de Gasconade, dans l’État du Missouri. 

## Géographie
La ville de Gasconade est située à la confluence des rivières Gasconade et Missouri.
Lors du recensement de 2010, sa population s’élevait à 223 habitants.

## Histoire
La ville porte le nom du cours d'eau Gasconade qui coule le long de la petite cité. Le nom de Gasconade date de l'époque de la Louisiane française, quand des colons et trappeurs français venus de la région de Gascogne arpentèrent cette région.
Une catastrophe ferroviaire du pont Gasconade, construit sur la rivière, est survenue à Gasconade le 1er novembre 1855, lorsque le pont Gasconade s’est effondré sous le poids de la locomotive O’Sullivan. 31 personnes ont alors été tuées [1].

## Référence et Lien externe
1. Tim O'Neil, 4 novembre 2012.
- Ressource relative à la géographie :   - Geographic Names Information System